# Rafael Barraza Sánchez
Rafael Barraza Sánchez (Victoria de Durango, 24 de octubre de 1928-Ibidem., 26 de julio de 2020) fue un obispo católico mexicano que fungió como segundo obispo de la Diócesis de Mazatlán de 1981 a 2005. Previamente fue también obispo auxiliar por breve tiempo en la Arquidiócesis de Durango.

## Biografía
El obispo Barraza nació en la ciudad de Durango el 24 de octubre de 1928 siendo residente de la colonia maderera. Ingresó al Seminario mayor de Durango a la edad de 11 años en 1939. Fue enviado a estudiar a Roma en 1948 a la Pontificia Universidad Gregoriana en donde obtuvo el grado de doctor en Sagrada Teología. Recibió la ordenación sacerdotal el 28 de octubre de 1951 en la Catedral de Durango de manos del arzobispo José María González y Valencia.